# Magomed Aripgadjiev
Magomed Davudovich Aripgadzhiyev  est un boxeur azerbaïdjanais puis biélorusse né le 23 septembre 1977 à Kaspiisk.

## Carrière
Aux Jeux olympiques d'été de 2004, il combat dans la catégorie des poids mi-lourds et remporte la médaille d'argent pour la Biélorussie en ne s'inclinant qu'en finale contre Andre Ward. Quatre ans plus tôt, il avait participé aux Jeux olympiques de Sydney en concourant pour l'Azerbaïdjan.

## Référence
1. ↑  (en) Résultats des Jeux olympiques 2004 (amateur-boxing.strefa.pl)